# 草根营销
草根营销是指隐藏某个信息或组织（如政治、廣告、宗教或公共关系）的贊助者，使其看起来像是来自草根参与者，并得到草根参与者的支持。这是一种通过隐瞒有关来源财务支持者的信息来使报表或组织具有可信度。
使用这个词背后的含义是，在有问题的活动背后，不是“真实”或“自然”的草根努力，而是一种“虚假”或“人为”的支持。

## 定义

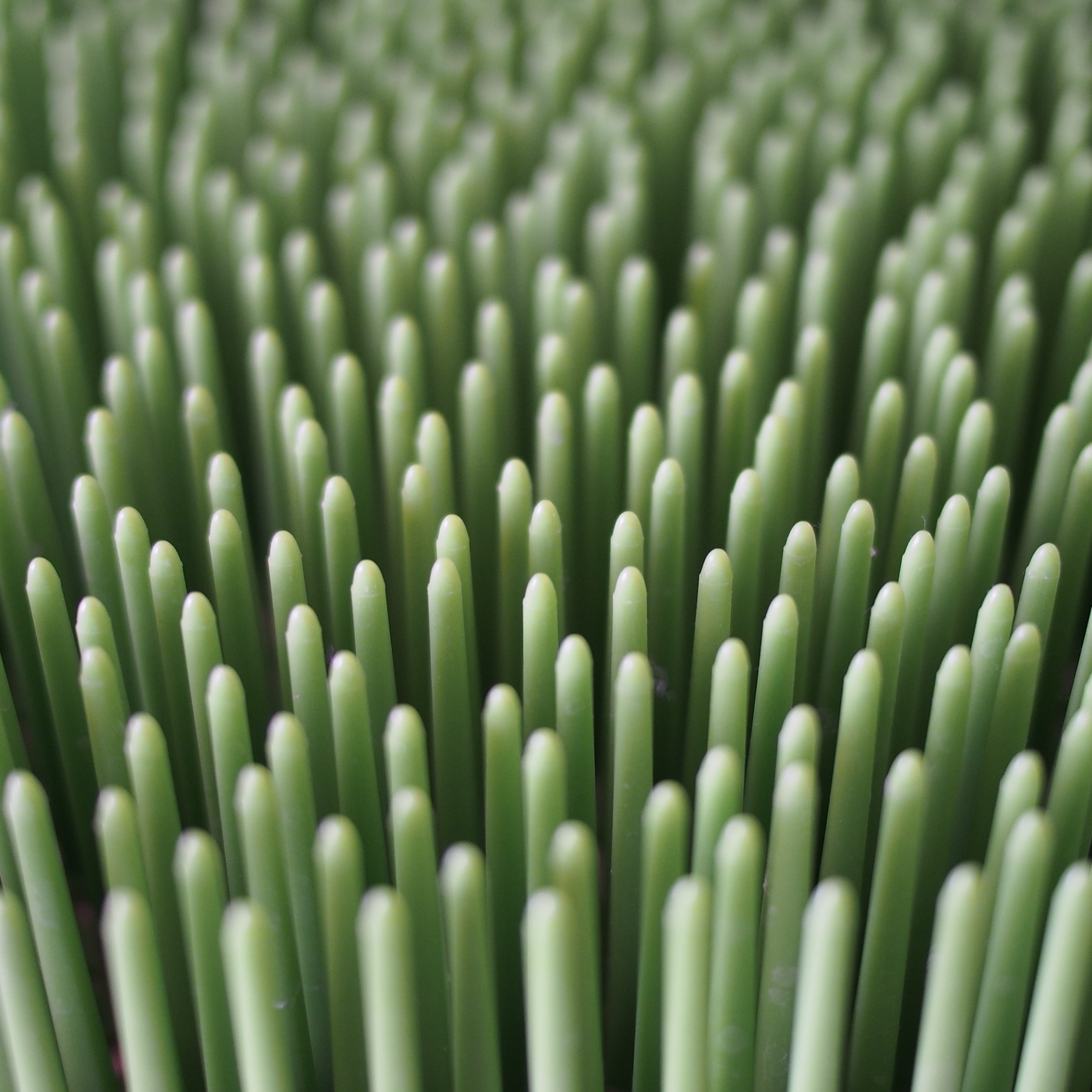
“草根营销”这个名字的灵感来源于人造草，因为它给人一种草根支持的错误印象

在政治学中，草根营销被定义为通过帮助政治行为者找到和動員有同情心的公众来寻求選舉胜利或通过立法来缓解不满的过程，其目的是在没有公众共识的情况下创造公众共识的形象。草根营销指的是利用虚假的基层努力，主要集中于影响公众舆论，通常由公司和政治实体资助，以形成意见。
在互联网上，骗子使用软件隐藏自己的身份。有时，一个人通过操控多个角色来给人一种广泛支持其客户议程的印象。一些研究表明，草根营销可以改变公众的观点，并产生足够的怀疑来抑制行动。牛津大学教授Philip N.Howard在美国首次系统地研究了网络造势行为。他认为，互联网使强大的游说者和政治運動更容易激活一小群愤愤不平的公民，从而在公共政策辩论中夸大其重要性。社交媒体上的草根营销账户并不总是需要人来写帖子。2021年1月的一项研究详细介绍了用于发布政治内容的“一组看起来像人类的机器人账户”，这些账户在被推特发现和暂停之前能够自动运行14天（并发布了1586条帖子）。推特的趋势经常成为草根营销的目标，因为它代表着受欢迎的代表。洛桑联邦理工学院的研究人员进行的一项研究报告称，2019年全球推特趋势中有20%是假的，是由假的和受损的账户自动创建的，这些账户是以协调的方式模仿普通推特用户的基层组织。

## 政策和执行
许多国家都有法律禁止更公开的草根营销行为。在美国，聯邦貿易委員會（FTC）可以对违反其“在广告中使用背书和推荐的指南”的人发出停止令或要求每天罚款16,000美元。联邦贸易委员会的指南于2009年更新，以解决社会媒体和口碑营销问题。根据《消费者政策杂志》上的一篇文章，联邦贸易委员会的指南要求广告商有责任确保博主或产品代言人遵守指南，任何有物质联系的产品代言人都必须提供诚实的评论。
在欧盟，不公平商业惯例指令要求媒体中的付费编辑内容明确披露内容为赞助广告。此外，该指令禁止那些与物质有关的人误导读者，使他们误以为自己是普通消费者。
英国有《消费者免受不公平交易保护条例》，禁止“假扮消费者”，对违规行为最多可判处两年徒刑，对违规行为处以无限制的罚款。此外，英国的广告业还采取了许多自愿政策，如非广播广告，销售，促销和直接营销守则。这是一个行业协会，广告标准管理局，调查违规投诉，该政策要求营销专业人员不要误导他们的受众，包括不得省略对其实质性关联的披露。
在澳大利亚，草根营销受《澳大利亚消费者法》第18条的监管，该条款广泛禁止“误导和欺骗行为”。据《消费者政策杂志》报道，1975年出台的澳大利亚法律更加模糊。在大多数情况下，这些法律是通过竞争对手的诉讼来执行的，而不是监管机构澳大利亚竞争和消费者委员会，还有一个国际消费者保护和执法网络（ICPEN）。
法律法规主要是针对产品的推荐、认可和性能或质量的陈述。如果组织的员工的行为不受公司内部权威的指导，则可以被视为客户。
2018年10月，在否认支付人们前来支持新奥尔良一项备受争议的發電廠开发项目的费用后，安特吉公司被罚款500万美元，因为他们利用草根营销公司霍桑集团提供演员，阻止真实社区成员的声音在市议会会议上被计入，并展示虚假的基层支持。

## 辩论

### 效力
在《草根雇佣:美国民主中的公共事务顾问》一书中，爱德华·沃克将“飞行中站在飞机或直升机的机翼上或在其上跳跃的极限运动”定义为公众参与，公众参与被视为严重倾向，欺詐（索赔归因于那些没有发表此类声明的人），或伪装成群众运动的精英运动。尽管并非所有由专业基层游说顾问组织的运动都符合这一定义，但该书发现，由精英资助的基层运动往往在不透明其赞助来源或未能与对该问题具有独立利益的选民团体建立合作关系时失败。
《商业道德杂志》发表的一项研究调查了由前置团体运营的网站对学生的影响。研究发现，草根营销在制造不确定性和降低对声明的信任方面是有效的，从而改变了倾向于支持假草根运动背后商业利益的感知。《纽约时报》报道称，“消费者”评论更有效，因为“它们声称是真实人的证言，尽管有些评论就像商业互联网上的其他东西一样被买卖”。一些组织认为他们的业务受到了负面评论的威胁，因此他们可能会采取草根营销的方式来淹没这些评论。

### 对社会的影响
伊利诺伊大学芝加哥分校的数据挖掘专家刘冰估计，互联网上三分之一的消费者评论是假的。据《纽约时报》报道，这使得很难分辨“大众情绪”和“制造公共舆论”之间的区别。根据《商业道德杂志》的一篇文章，草根营销威胁了真正草根运动的合法性。作者认为，有意设计来实现企业议程、操纵公众意见并损害科学研究的草根营销，代表了严重的道德失范。2011年的一份报告发现，竞争公司的付费发帖人经常在论坛上互相攻击，从而压倒了常规参与者。乔治·蒙比奥特表示，支持草根营销的人物管理软件“可能会破坏互联网作为建设性辩论论坛的功能”。《消费者政策杂志》上的一篇文章称，监管者和政策制定者需要更加积极地对付草根宣传活动。作者说这种行为削弱了公众通知潜在顾客有关劣质产品或不当商业行为的能力，但同时也指出虚假评论很难检测出来。

## 技巧
使用一个或多个幌子组织是一种草根营销的手法。这些组织通常表现为为公众利益服务，实际上却是代表某个企业或政治赞助者行动的。前置团体可能通过强调少数观点、灌输怀疑态度以及发布由企业赞助专家支持的反驳意见，抵制对赞助商业务有害的立法和科学共识。虚假博客也可以创建看似由消费者撰写，但实际上是由商业或政治利益运营的。一些政治运动提供了激励措施，鼓励公众成员向本地报纸的编辑发信，通常使用一封大量删改的模板信几乎原封不动地在数十家报纸上发布。
另一种技术是使用“假人”，即一个人在网上创建多个身份，以营造草根支持的假象。假人可能会使用假身份发布关于产品的正面评论，攻击批评该组织的参与者，或者发布关于竞争对手的负面评论和观点。“草根营销”企业可能会根据员工发布的未被管理员标记的帖子数量来支付工资。“个性管理软件可以让每个付费发帖者管理五到七十个令人信服的在线人设，而不会搞混它们。”
制药公司可能贊助患者支持团体，并同时推动它们帮助市场他们的产品。如果博客作者收到免费产品、付费旅行或其他住宿，但未向读者披露这些礼物，他们也可能被视为假草根运动行为。分析师也可能被视为草根营销的行为，因为他们经常在未披露财务关系的情况下报道自己的客户。为了避免假草根运动行为，许多组织和新闻机构都制定了关于礼物、住宿和披露的政策。

## 检测
人物角色管理软件可以老化帐户并自动模拟参加會議的活动，使其更具說服力，它们是真实的。在HBGary公司，员工会收到单独的U盘，其中包含个人身份的在线账户和视觉提示，以提醒员工当前正在使用哪个身份。
可以使用不同的字体、颜色和文字在个性化的文具上印刷大量的信件，使它们看起来更加个性化。
根据《纽约时报》的一篇文章，联邦贸易委员会很少执行其假草根运动法律。如果假草根运动的头像被识别出来，或者通过其账户的使用模式被识别出来，这些活动经常会被发现。2010年，印第安纳大学的Filippo Menczer（菲利波·门泽尔）团队开发了软件，通过识别行为模式在推特上检测假草根运动。

## 商业和采纳
根据《消费者政策期刊》的一篇文章，学者们对草根营销的普遍程度存在分歧。
根据精准传媒的南希·克拉克的说法，草根专家每说服一个选民给政客写信，收费为25至75美元。中国的付费网络评论员据称每发表一篇未被管理员删除的在线帖子，可以得到50美分，因此被戏称为“50美分党”。据《纽约时报》报道，一家销售虚假在线书评的公司每50篇評論收费999美元，开业后不久月入28000美元。
根据《金融时报》的报道，虚假草根运动在美国政治中“司空见惯”，但当欧洲隐私协会（一个反隐私的“智库”）被曝光是由科技公司赞助时，这在欧洲却是“革命性的”。

## 事件历史

### 起源
尽管“草根营销”这个词并未出现，但早期的一个例子可以在莎士比亚的剧作《凯撒大帝》第一幕第二场中找到。在剧中，盖乌斯·卡西乌斯·隆吉努斯伪造了来自“公众”的假信件，试图说服布鲁图斯刺杀尤利乌斯·凯撒。
“草根营销”一词最早由德克萨斯州民主党参议员劳埃德·本森在1985年创造，当时他说：“德克萨斯州的人能分辨草根营销和人造草皮…这是由保險行业利益推动的来信。”本森描述了一大批寄往他办公室的来信，旨在推广保险业的利益。

### 制药业
生物制药公司资助的患者倡导组织很常见。1997年，雪氏制药公司支付了一家公关公司Schandwick International，创建了一个全国性的患者倡导组织联盟，推广雪氏的Rebotron，一种治疗丙型肝炎的药物。这些组织推动增加测试，以制造病例，并游说州立法机构覆盖高达18000美元的治疗费用。这些组织还举办了电话“信息热线”，脚本由药企编写，并分发“患者信息”手册，推广药物疗法而非其他替代方案，并夸大了医疗状况的危险程度。艾滋病药物制造商常常资助LGBTQ组织，而这些组织则游说推进增加艾滋病药物销售的政策。2019年，总部位于华盛顿特区的艾滋病服务组织联盟AIDS United的传播总监辞职，表示此类资助在同性恋权利活动人士中造成利益冲突。

### 烟草
针对美国通过的烟草控制立法，菲利普·莫里森（Philip Morris USA）、波森-马斯特勒（Burson-Marsteller）和其他烟草利益相关方于1993年创建了美国国家烟民联盟（National Smokers Alliance，NSA）。NSA和其他烟草利益相关方从1994年到1999年发起了一场积极的公关运动，试图夸大吸烟者权利的基层支持。根据《健康沟通杂志》的一篇文章，NSA在阻止有损烟草利益的法案方面取得了一定的成功。

### 互联网
电子邮件、电话、信函和互联网使得“草根营销”在上世纪90年代晚期变得更加经济实惠和大规模化。2001年，正值微软公司应对反垄断诉讼时，一个名为“美国科技领导力协会”（Americans for Technology Leadership，简称ATL）的组织，得到微软的大量资助，发起了一场信件写作运动。ATL以开展民意调查的名义联系选民，并向支持微软的消费者发送了填写表格和示范信件，要求他们寄给相关的立法者。这一努力旨在营造公众支持在反垄断诉讼中偏向微软的判决的假象。
2018年1月，YouTube用户Isaac Protiva上传了一段视频，声称互联网服务供应商Fidelity Communications是“停止城市资助的互联网”倡议的幕后推手，原因是该倡议网站上的一些图片文件名中包含“Fidelity”。该倡议似乎是对西普莱恩斯市扩展宽带网络的回应，主张终止市政府提供宽带网络，理由是这样做太过冒险。几天后，Fidelity发布了一封承认赞助该活动的公開信。

### 政治
在2009年至2010年间，印第安纳大学进行了一项研究，开发了一个软件系统，用于检测推特上的草根营销行为，因为这一话题在2010年美国中期选举临近时非常敏感，社交媒体平台上的账户被暂停。该研究引用了少量例子，都是在推广保守派政策和候选人。
在2003年，GOPTeamLeader.com网站向用户提供了“积分”，如果他们签署一封推广乔治·布什的表格信，并让当地报纸将其发表为编辑信，就可以用这些积分兑换产品。超过100家报纸发表了这个网站上的相同内容、但签名不同的编辑信。类似的活动还被GeorgeWBush.com和MoveOn.org用来推广迈克尔·摩尔的电影《华氏911》。负责联邦预算的委员会“解决债务”运动主张减少政府债务，但未透露其成员是游说者或那些旨在削减联邦支出的高级公司雇员。该委员会还向各地学生发送了一些原样发表的专栏文章。
茶党运动运动中的一些组织被指控是草根营销。
2018年10月和11月，保守派营销公司Rally Forge创造了一个虚假的左翼前组织，被《纽约客》描述为“美国进步现在”，该组织在2018年通过在线推广綠黨候选人，显然是为了在几场竞选中损害民主党的利益。其在Facebook上的广告使用社会主义的梗和口号来攻击民主党人，并敦促在几个激烈竞争的选区进行第三方抗议性投票，包括2018年威斯康辛州州長选举。
2018年，一个名为“Jexodus”的網站声称是由“厌倦左翼政治束缚的自豪犹太千禧一代”创建，由50多岁的共和党操纵者杰夫·巴拉邦（Jeff Ballabon）建立。该网站被谴责为“很可能是笨拙的草根营销，而不是真正的基层运动”。该网站在2018年11月5日国会选举之前注册，甚至在那些被指控反犹太主义的代表被选入之前注册。这个网站后来被唐纳德·特朗普引用，仿佛它是一个真实的运动。
在2021年1月，由Mohsen Mosleh领导的一个团队在推特上进行了一场以政治为导向的草根营销，他们使用了一组看起来像人类的机器人账号。每个机器人都会搜索那些发布研究人员认为是虚假新闻链接的用户，并在用户发帖的推文中回复一条公开留言，内容包含了指向虚假故事链接的推文。在十四天内，共有1,586条垃圾回复被发布，直到推特检测到并暂停了所有机器人账号。

### 环境
科恩兄弟启动了一个公共倡导团体，以阻止在马萨诸塞州沿海开发海上风力涡轮机，肯尼迪家族也参与其中。
贝拉克·奥巴马当选总统后，美国企业加快了动员公众反对环境监管的努力。
2014年，《多伦多太阳报》这家保守派媒体机构发表了一篇文章，指控俄罗斯利用草根营销策略在欧洲和西方激起反对水力压裂的情绪，据称是为了通过乌克兰保持在石油出口中的主导地位。
在加拿大，一群石油和天然气公司高管组成的联盟，名为加拿大石油生产商协会，还发起了一系列加拿大行动，通过主流媒体和社交媒体，以及利用在线宣传活动来为加拿大的石油和天然气行业进行倡导，以促进公众支持化石燃料能源项目。

### 商业
2006年，两名爱德曼公关的员工创办了一个名为“Wal-Marting Across America”的博客，内容是两个人在全国各地的沃尔玛店旅行的故事。该博客给人的印象是由消费者经营，但实际上是由沃尔玛资助的一个名为“为沃尔玛家庭工作”的团体运营的。2007年，Ask.com发起了一场反谷歌的广告活动，描绘谷歌为“信息垄断”，损害互联网。这则广告旨在给人一种流行运动的外观，但未透露其资金来源是竞争对手。
在2010年，联邦贸易委员会与Reverb Communications达成了和解，该公司使用实习生为客户在Apple Inc.的iTunes商店发布有利的产品评论。2012年9月，芬兰出现了最早的一起重大伪草根运动案例，涉及对一项价值18亿欧元的患者信息系统成本提出批评，而这些批评是由涉及的供应商操作的假在线身份进行的。
2013年9月，纽约总检察长埃里克施耐德曼宣布与19家公司达成和解，以防止草根营销。‘草根营销’是21世纪的虚假广告，检察官有很多工具可以制止这种行为，" 施耐德曼说道。这些公司支付了35万美元以解决此事，但该解决方案也为私人诉讼开辟了道路。根据律师凯利·H·科尔布的说法，每个州都有一些类似于纽约使用的法规。纽约总检察长所做的也许是为私人律师提供了一份起诉的指南。

### 国家支持
半岛电视台的纪录片《大堂》记录了以色列试图通过影响英国青年的态度，包括影响已建立的政治团体，如全国学生联合会和工党，以及创建与以色列政府关系保密的新的亲以色列组织，来促进更友好、亲以色列的言论。
2010年6月，美国空军发布了关于“角色管理”软件的招标，该软件将“使操作人员能够从同一工作站上扮演多种不同的在线角色，而不必担心被技术娴熟的对手发现。这些角色必须能够看起来来自世界上几乎任何地方，并且可以通过常规的在线服务和社交媒体平台进行互动……”。这项价值260万美元的合同被授予了Ntrepid，用于开发军方将用于在中东传播亲美宣传并破坏极端主义宣传和招募的虚假草根营销软件。据信，该合同是作为“坚定之音行动”计划的一部分而授予的，该计划最初是作为一种心理战武器针对针对联军的在线存在的对抗性团体而开发的。
2022年4月11日，距离俄罗斯入侵乌克兰已经进行了七周，英国广播公司发表了一项调查结果，调查了一系列Facebook群组网络，其总体目的是将俄罗斯總統弗拉基米尔·普京宣传为站在西方面前的英雄，并声称得到了压倒性的国际支持。研究人员分析了10个亲普京的公开群组，这些群组在撰写时拥有超过65万名成员，其名称包括“弗拉基米尔·普京——自由世界的领袖”。在一个月的时间里，研究人员统计了16,500篇帖子，获得了超过360万次互动。据一份报告称，该活动“在入侵的阴影下制造了对普京和克里姆林宫的广泛支持的外观”，并依赖于不真实的账户来实现其目标，这可能违反了Facebook关于不真实行为的规定。首席研究员穆斯塔法·阿亚德描述了这个网络及其使用数十个重复账户的做法，作为“草根营销”的一个例子。